# Halász Ferenc (tanfelügyelő)
Halász Ferenc, 1882-ig Fischer (Beregszász, 1849. március 1. – Budapest, 1910. július 3.) magyar királyi tanfelügyelő, miniszteri tanácsos, lapszerkesztő.

## Élete
Fischer József és Gaszner Anna szegény szülők gyermeke. A gimnázium I-III. osztályát Szatmárt, a IV. és V. osztályt Ungvárt végezte; ezután apja halála és szegénysége miatt a szatmári római katolikus tanítóképző intézetbe ment és ott tanítóképesítő oklevelet nyert 1867-ben. A szatmári püspökség kinevezte majthényi tanítónak, de a község nem fogadta őt el (nem akartak megválni az előbbi segédtanítótól) és Halász egy napi ottléte után Munkácsra ment rokonaihoz. Innen Erdőbakta (Bereg megye) pusztára ment Gottesmann Adolf nagybirtokos gyermekei mellé nevelőnek. 1869-ben az ung-beregi királyi tanfelügyelőséghez tollvivőnek nevezték ki. Mint nős ember 1873-ban az ungvári főgimnáziumnál érettségi vizsgát tett és magánúton a kassai jogakadémián elvégezte a három évi tanfolyamot. 1876. július 24-én Bereg megye királyi tanfelügyelőjévé nevezték ki és e vegyes ajkú vidéken a magyar állameszme ügyének nagy szolgálatokat tett. Az ő kezdeményezésére alakult meg a beregmegyei általános tanítóegyesület és annak lapja a Beregmegyei Tanügy. A nevezett egyesület, amikor Halászt 1888-ban Heves megyébe helyezték át, tisztelete s hálája jeléül 4 000 forintos alapítványt tett. Buzdítására alakult meg a Bereg vármegyei magyar közművelődési egyesület (melynek igazgatója is volt), a beregszászi s szolyvai kisdedóvó egyesület, a munkácsi nőegyesület és a felsőtiszavidéki házi ipart terjesztő egyesület.
Cikke a Néptanítók Lapjában (1871. Ungmegye néptanítóinak egyletéről.). Az Ung című lapnak 1872-től belmunkatársa és 1876. január 13-tól június 22-ig segédszerkesztője volt.

## Családja
Felesége Orlovszky Jusztina volt.
Gyermekei
- Halász Aladár (1873–1931) ügyvéd, egyetemi magántanár. Felesége Sebestha Jolán volt.
- Halász Gyula József (1875–1922) m. kir. ezredes. Felesége bellusi Baross Ágnes (1874–?) volt.
- Halász Zoltán (1878–1916) Budapest fővegyésze. Felesége Tóth Gizella volt.
- Halász Dezső (1881–1937) miniszteri osztálytanácsos, bíró. Felesége Knelly Erzsébet volt.

## Munkái
- Jelentés Beregmegye népiskolai közoktatásának 1877-78. évi állapotáról. Budapest, 1879.
- Beregvármegye népoktatásügye 1876-1886. években. Beregszász, 1887.